# Volante (papel)

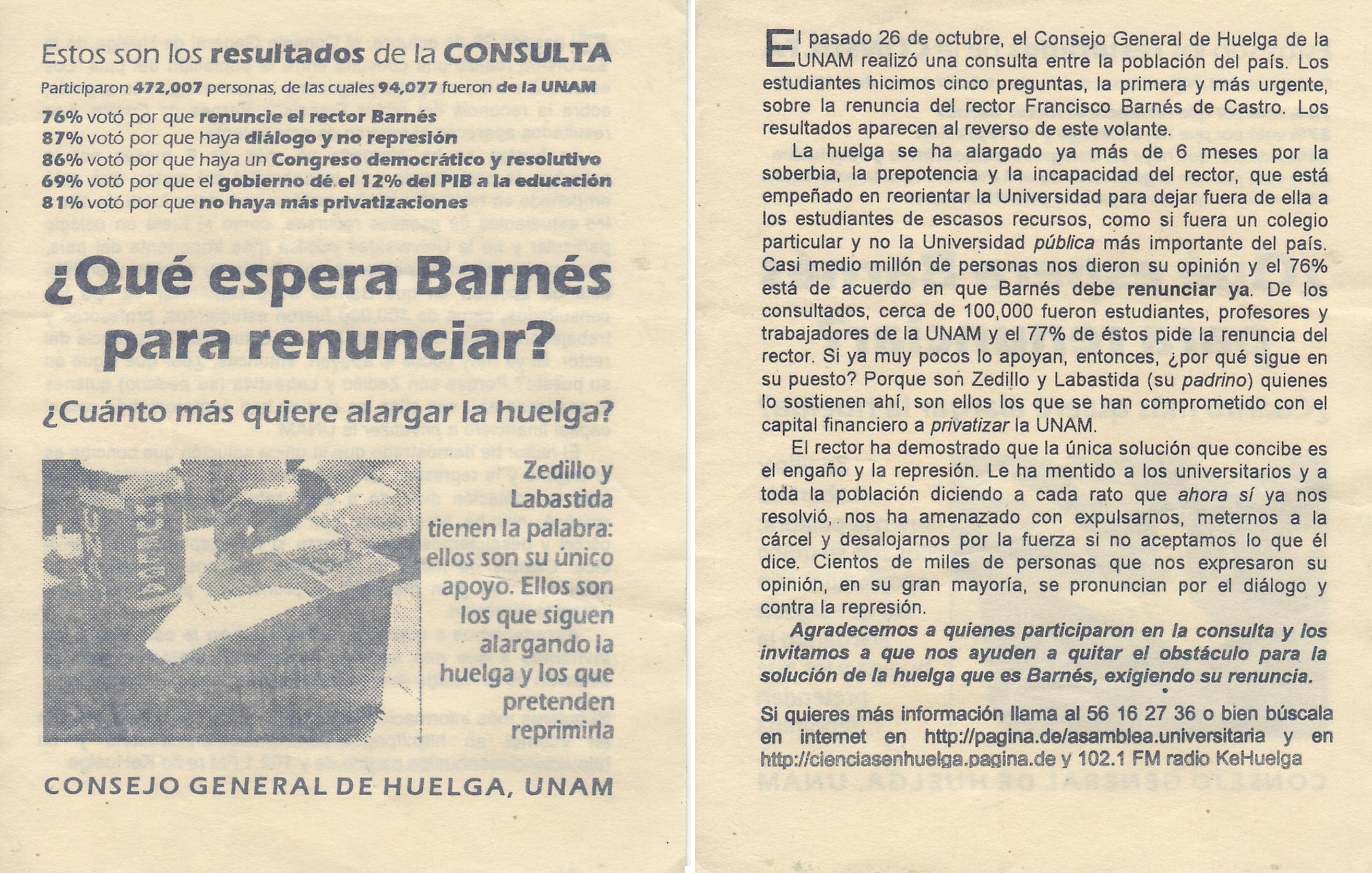
Volante informativo durante una larga huelga en la UNAM.

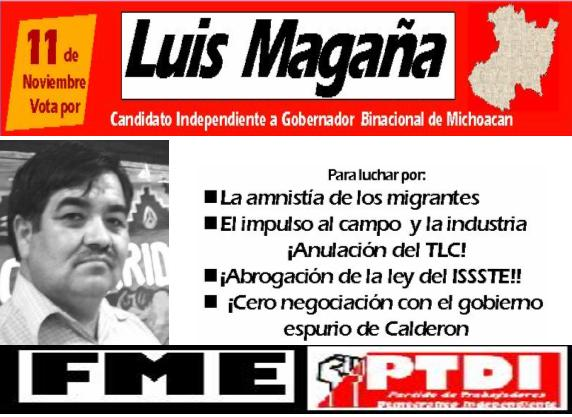
Volante de la campaña de Luis Magaña al gobierno de Michoacán, México.

Un volante (también conocido con el anglicismo flyer) es un papel impreso, generalmente del tamaño de media cuartilla, que se distribuye directamente de mano en mano a las personas en las calles, y en el cual se anuncia, pide, cuestiona o hace contar algo. Su mensaje es breve y conciso, por lo cual se diferencia del tríptico y del folleto, aunque se acepta que el volante es un cierto tipo de folleto breve. Puede tener diversos fines: publicitario, propagandístico, informativo, médico, institucional, etc.